# Les Laubies
Les Laubies sont une commune française, située dans le département de la Lozère en région Occitanie.
La commune possède un patrimoine naturel remarquable composé d'une zone naturelle d'intérêt écologique, faunistique et floristique.

## Géographie

### Localisation
La commune des Laubies est située dans la région naturelle de la Margeride, en Lozère entre Serverette et Saint-Amans.
Elle se trouve dans la zone d'emploi de Mende et dans le bassin de vie de Saint-Chély-d'Apcher.

### Communes limitrophes
Les communes limitrophes sont  Fontans, Monts-de-Randon, Saint-Denis-en-Margeride, Saint-Gal et Serverette.
| Fontans    | Saint-Denis-en-Margeride |                 |
| Serverette | des Laubies              | Monts-de-Randon |
|            | Saint-Gal                |                 |

### Géologie et relief
La superficie de la commune est de 22,80 km2 ; son altitude varie de 1 010  à   1 388 mètres.

### Hydrographie

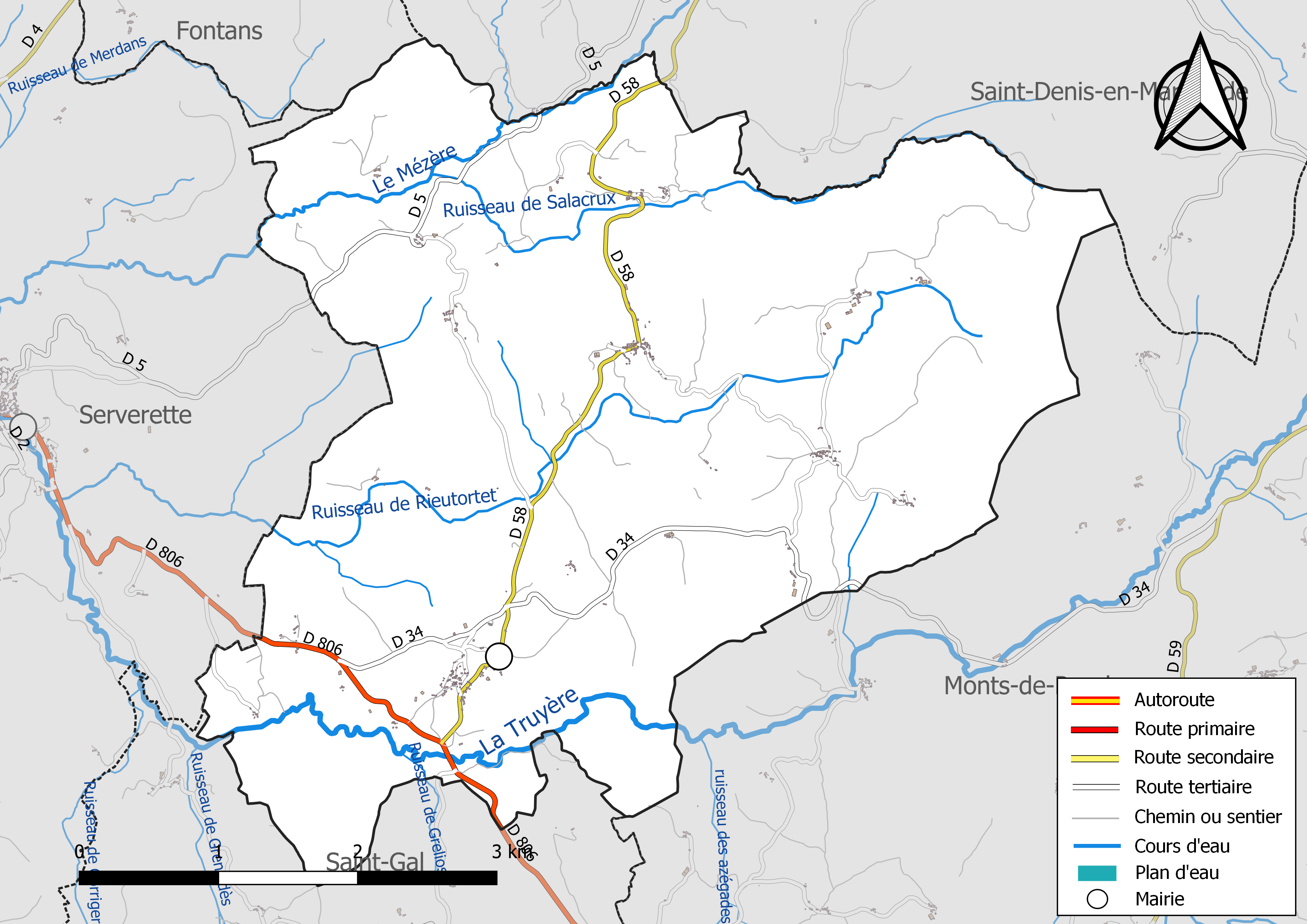
Carte hydrographique et des infrastructures de transport de la commune.

La commune est drainée par la Truyère, au sud ; au centre, par le Rieutortet et au nord, par la Mézère et par divers autres petits cours d'eau.

### Climat
Pour des articles plus généraux, voir Climat de l'Occitanie et Climat de la Lozère.
En 2010, le climat de la commune est de type climat de montagne, selon une étude s'appuyant sur une série de données couvrant la période 1971-2000. En 2020, Météo-France publie une typologie des climats de la France métropolitaine dans laquelle la commune est exposée à un climat de montagne ou de marges de montagne et est dans la région climatique Sud-est du Massif Central, caractérisée par une pluviométrie annuelle de 1 000 à 1 500 mm, minimale en été, maximale en automne.
Pour la période 1971-2000, la température annuelle moyenne est de 7,5 °C, avec une amplitude thermique annuelle de 15,8 °C. Le cumul annuel moyen de précipitations est de 879 mm, avec 10,6 jours de précipitations en janvier et 6,5 jours en juillet. Pour la période 1991-2020, la température moyenne annuelle observée sur la station météorologique la plus proche, située sur la commune de Monts-de-Randon à 7 km à vol d'oiseau, est de 5,9 °C et le cumul annuel moyen de précipitations est de 911,2 mm,. Pour l'avenir, les paramètres climatiques de la commune estimés pour 2050 selon différents scénarios d'émission de gaz à effet de serre sont consultables sur un site dédié publié par Météo-France en novembre 2022.

### Milieux naturels et biodiversité

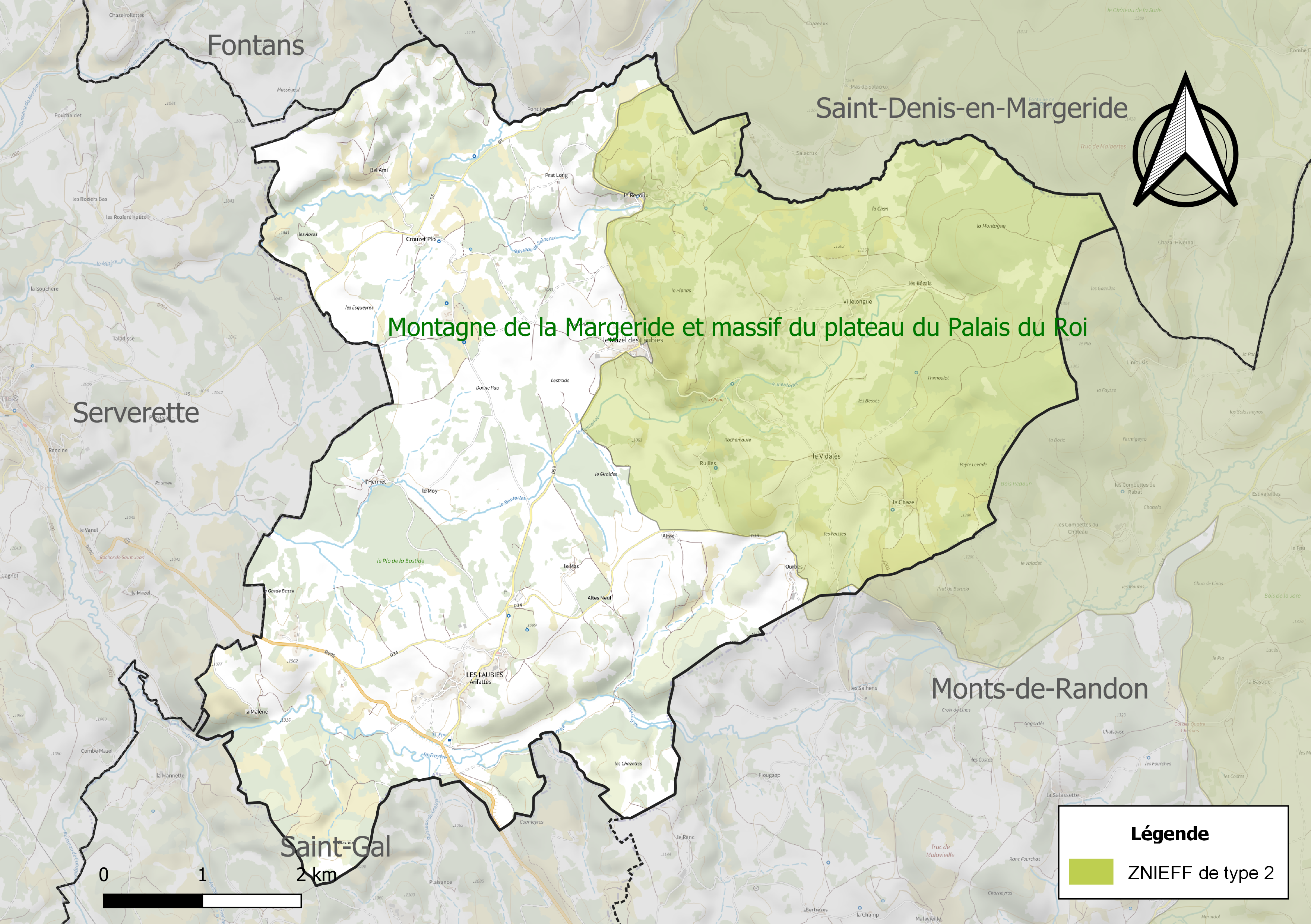
Carte de la ZNIEFF de type 2 localisée sur la commune.

L’inventaire des zones naturelles d'intérêt écologique, faunistique et floristique (ZNIEFF) a pour objectif de réaliser une couverture des zones les plus intéressantes sur le plan écologique, essentiellement dans la perspective d’améliorer la connaissance du patrimoine naturel national et de fournir aux différents décideurs un outil d’aide à la prise en compte de l’environnement dans l’aménagement du territoire.
Une ZNIEFF de type 2 est recensée sur la commune :
la « montagne de la Margeride et massif du plateau du Palais du Roi » (29 590 ha), couvrant 20 communes du département.

## Urbanisme

### Typologie
Au 1er janvier 2024, Les Laubies sont catégorisées commune rurale à habitat très dispersé, selon la nouvelle grille communale de densité à sept niveaux définie par l'Insee en 2022.
Elle est située hors unité urbaine et hors attraction des villes,.

### Occupation des sols

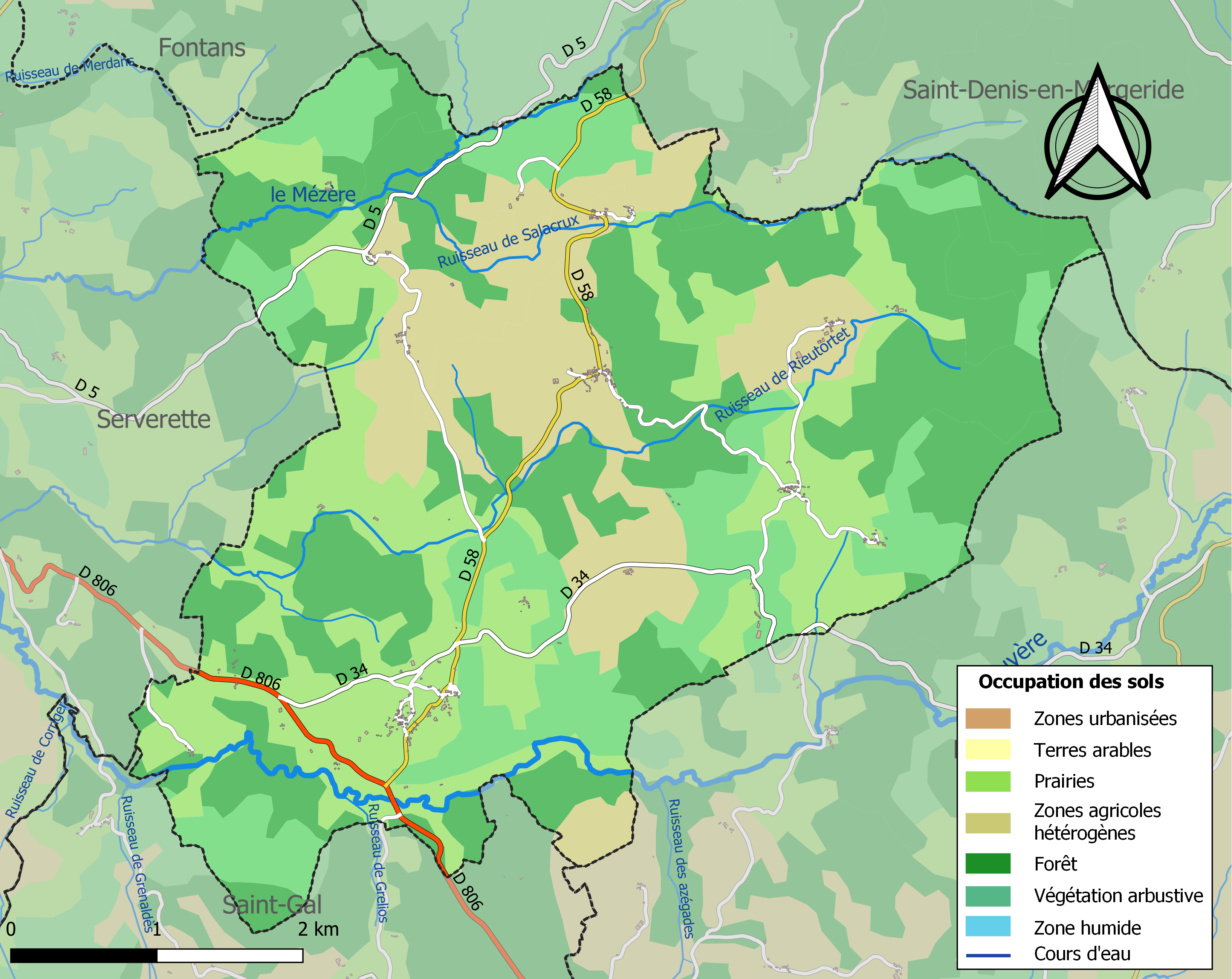
Carte des infrastructures et de l'occupation des sols de la commune en 2018 (CLC).

L'occupation des sols de la commune, telle qu'elle ressort de la base de données européenne d’occupation biophysique des sols Corine Land Cover (CLC), est marquée par l'importance des forêts et milieux semi-naturels (54,6 % en 2018), une proportion sensiblement équivalente à celle de 1990 (55,2 %). La répartition détaillée en 2018 est la suivante : 
forêts (36,7 %), prairies (26,1 %), zones agricoles hétérogènes (19,3 %), milieux à végétation arbustive et/ou herbacée (17,9 %). L'évolution de l’occupation des sols de la commune et de ses infrastructures peut être observée sur les différentes représentations cartographiques du territoire : la carte de Cassini (XVIIIe siècle), la carte d'état-major (1820-1866) et les cartes ou photos aériennes de l'IGN pour la période actuelle (1950 à aujourd'hui).

### Habitat et logement
En 2021, le nombre total de logements dans la commune était de 227, alors qu'il était de 218 en 2016 et de 215 en 2011.
Parmi ces logements, 33 % étaient des résidences principales, 54,9 % des résidences secondaires et 12,1 % des logements vacants. Ces logements étaient pour 99,1 % d'entre eux des maisons individuelles et pour 0,9 % des appartements.
Le tableau ci-dessous présente la typologie des logements aux Laubies en 2021 en comparaison avec celle de la Lozère et de la France entière. Une caractéristique marquante du parc de logements est ainsi une proportion de résidences secondaires et logements occasionnels (54,9 %) supérieure à celle du département (32,1 %) et à celle de la France entière (9,7 %).
| Typologie                                               | Les Laubies | Lozère | France entière |
| ------------------------------------------------------- | ----------- | ------ | -------------- |
| Résidences principales (en %)                           | 33          | 58,1   | 82,2           |
| Résidences secondaires et logements occasionnels (en %) | 54,9        | 32,1   | 9,7            |
| Logements vacants (en %)                                | 12,1        | 9,7    | 8,1            |

### Voies de communication et transports
La commune se situe sur l'ancienne route nationale 106 (actuelle RD 806) qui relie notamment  Saint-Chély-d'Apcher à Mende (préfecture de Lozère).

### Risques naturels et technologiques
Le territoire de la commune des Laubies est vulnérable à différents aléas naturels : météorologiques (tempête, orage, neige, grand froid, canicule ou sécheresse), feux de forêts et séisme (sismicité faible). Il est également exposé à un risque technologique,  le transport de matières dangereuses, et à un risque particulier : le risque de radon. Un site publié par le BRGM permet d'évaluer simplement et rapidement les risques d'un bien localisé soit par son adresse soit par le numéro de sa parcelle.

#### Risques naturels
Les Laubies sont exposées au risque de feu de forêt. Un plan départemental de protection des forêts contre les incendies (PDPFCI) a été approuvé en décembre 2014 pour la période 2014-2023. Les mesures individuelles de prévention contre les incendies sont précisées par divers arrêtés préfectoraux et s’appliquent dans les zones exposées aux incendies de forêt et à moins de 200 mètres de celles-ci. L’arrêté du 23 mars 2018, complété par un arrêté de 2020, réglemente l'emploi du feu en interdisant notamment d’apporter du feu, de fumer et de jeter des mégots de cigarette dans les espaces sensibles et sur les voies qui les traversent sous peine de sanctions. L'arrêté du 23 août 2021, abrogeant un arrêté de 2002, rend le débroussaillement obligatoire, incombant au propriétaire ou ayant droit,,.

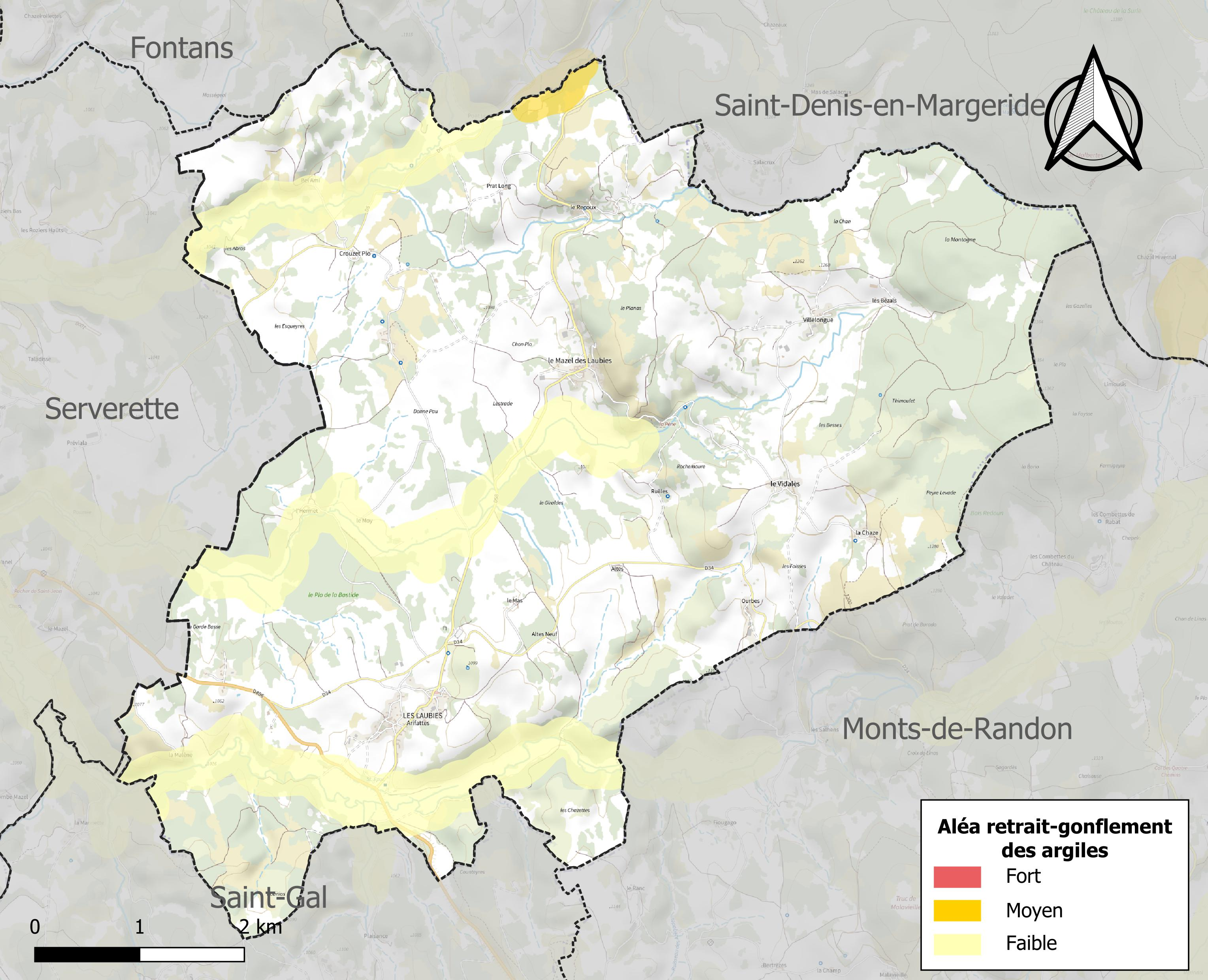
Carte des zones d'aléa retrait-gonflement des sols argileux des Laubies.

Le retrait-gonflement des sols argileux est susceptible d'engendrer des dommages importants aux bâtiments en cas d’alternance de périodes de sécheresse et de pluie. 0,4 % de la superficie communale est en aléa moyen ou fort (15,8 % au niveau départemental et 48,5 % au niveau national). Sur les 204 bâtiments dénombrés sur la commune en 2019,  aucun n'est en aléa moyen ou fort, à comparer aux 14 % au niveau départemental et 54 % au niveau national. Une cartographie de l'exposition du territoire national au retrait gonflement des sols argileux est disponible sur le site du BRGM,.
Par ailleurs, afin de mieux appréhender le risque d’affaissement de terrain, l'inventaire national des cavités souterraines permet de localiser celles situées sur la commune.
La commune a été reconnue en état de catastrophe naturelle au titre des dommages causés par les inondations et coulées de boue survenues en 1982, 1994 et 2003.

#### Risques technologiques
Le risque de transport de matières dangereuses sur la commune est lié à sa traversée par des infrastructures routières ou ferroviaires importantes ou la présence d'une canalisation de transport d'hydrocarbures. Un accident se produisant sur de telles infrastructures est susceptible d’avoir des effets graves sur les biens, les personnes ou l'environnement, selon la nature du matériau transporté. Des dispositions d’urbanisme peuvent être préconisées en conséquence.

#### Risque particulier
Dans plusieurs parties du territoire national, le radon, accumulé dans certains logements ou autres locaux, peut constituer une source significative d’exposition de la population aux rayonnements ionisants. Certaines communes du département sont concernées par le risque radon à un niveau plus ou moins élevé. Selon la classification de 2018, la commune des Laubies est classée en zone 3, à savoir zone à potentiel radon significatif.

## Toponymie
Issue du vieux bas-francique  *laubja, d'où l'allemand Laub « feuillage », Laube « tonnelle », du néerlandais loof[réf. nécessaire]. Son sens a évolué vers celui de hutte puis de cabane en bois, de hangar ou d'abri pour les animaux recouverts de feuillage, et enfin vers les sens modernes que nous connaissons[réf. nécessaire].

## Politique et administration

### Rattachements administratifs et électoraux

#### Rattachements administratifs
La commune se trouve dans l'arrondissement de Mende du département de la Lozère.
Elle faisait partie depuis 1793 du canton de Saint-Amans. Dans le cadre du redécoupage cantonal de 2014 en France, cette circonscription administrative territoriale a disparu, et le canton n'est plus qu'une circonscription électorale.

#### Rattachements électoraux
Pour les élections départementales, la commune fait partie depuis 2014 du canton de Saint-Alban-sur-Limagnole.
Pour l'élection des députés, elle fait partie de la circonscription de la Lozère depuis le dernier découpage électoral de 2010

### Intercommunalité
Les Laubies étaient membre de la communauté de communes de la Terre de Randon, un établissement public de coopération intercommunale (EPCI) à fiscalité propre créé fin 1998 et auquel la commune avait transféré un certain nombre de ses compétences, dans les conditions déterminées par le code général des collectivités territoriales.
Dans le cadre des dispositions de la loi portant nouvelle organisation territoriale de la République du 7 août 2015, qui prévoit que les établissements publics de coopération intercommunale (EPCI) à fiscalité propre doivent avoir un minimum de 15 000 habitants, cette intercommunalité a fusionné avec ses voisines pour former, le 1er janvier 2017, la communauté de communes Randon - Margeride, dont est désormais membre la commune.

### Liste des maires
| Période   | Période                      | Identité                       | Étiquette | Qualité                                                     |
| --------- | ---------------------------- | ------------------------------ | --------- | ----------------------------------------------------------- |
| 1792      | 1813                         | Pierre-Augustin Salaville      |           |                                                             |
| 1813      | 1816                         | Jean-Baptiste Rebond           |           |                                                             |
| 1816      | 1830                         | Jean-Baptiste Brunel           |           |                                                             |
| 1830      | 1836                         | Michel Hermantier              |           |                                                             |
| 1836      | 1843                         | Jean-Baptiste Brunel           |           |                                                             |
| 1843      | 1848                         | Pierre Hermantier              |           |                                                             |
| 1848      | 1850                         | Pierre Clavières               |           |                                                             |
| 1850      | 1871                         | Jean-Michel Trousselier        |           |                                                             |
| 1871      | 1876                         | Stanislas Trousselier          |           |                                                             |
| 1876      | 1896                         | Cyprien Célestin Valette       |           |                                                             |
| 1896      | 1910                         | Élie Victor Jean Marie Valette |           |                                                             |
| 1910      | 1944                         | Alexandre Moure                |           |                                                             |
| 1944      | 1945                         | Frédéric Valette               |           |                                                             |
| 1945      | 1959                         | Joseph Saint Léger             |           |                                                             |
| 1959      | 1977                         | Jean-Louis Gravil              |           |                                                             |
| 1977      | 2000                         | Jean Chazal                    |           |                                                             |
| 2001      | 2008                         | Maurice Cailliau               | DVG       |                                                             |
| 2008      | 2014                         | Privat Rousset                 |           |                                                             |
| 2014      | 2020                         | Philippe Hébrard               | DVD       |                                                             |
| 2020      | mars 2023                    | André Jaffuel                  | DVG       | Cadre retraité Démissionnaire                               |
| mars 2023 | En cours (au 3 juillet 2024) | Aurélie Malaval                |           | Employée civile ou agent de service de la fonction publique |

## Population et société
Les habitants sont appelés les Laubiens ou  Laubiennes.

### Démographie
L'évolution du nombre d'habitants est connue à travers les recensements de la population effectués dans la commune depuis 1793. Pour les communes de moins de 10 000 habitants, une enquête de recensement portant sur toute la population est réalisée tous les cinq ans, les populations de référence des années intermédiaires étant quant à elles estimées par interpolation ou extrapolation. Pour la commune, le premier recensement exhaustif entrant dans le cadre du nouveau dispositif a été réalisé en 2008.

En 2022, la commune comptait 151 habitants, en évolution de −8,48 % par rapport à 2016 (Lozère : +0,11 %, France hors Mayotte : +2,11 %).
| 1793 | 1800 | 1806 | 1821 | 1831 | 1836 | 1841 | 1846 | 1851 |
| ---- | ---- | ---- | ---- | ---- | ---- | ---- | ---- | ---- |
| 950  | 950  | 946  | 689  | 721  | 687  | 622  | 756  | 796  |

| 1856 | 1861 | 1866 | 1872 | 1876 | 1881 | 1886 | 1891 | 1896 |
| ---- | ---- | ---- | ---- | ---- | ---- | ---- | ---- | ---- |
| 727  | 747  | 777  | 750  | 770  | 899  | 875  | 894  | 920  |

| 1901 | 1906 | 1911 | 1921 | 1926 | 1931 | 1936 | 1946 | 1954 |
| ---- | ---- | ---- | ---- | ---- | ---- | ---- | ---- | ---- |
| 830  | 814  | 791  | 655  | 603  | 517  | 506  | 498  | 441  |

| 1962 | 1968 | 1975 | 1982 | 1990 | 1999 | 2006 | 2008 | 2013 |
| ---- | ---- | ---- | ---- | ---- | ---- | ---- | ---- | ---- |
| 402  | 305  | 258  | 221  | 161  | 147  | 163  | 168  | 170  |

| 2018 | 2022 | - | - | - | - | - | - | - |
| ---- | ---- | - | - | - | - | - | - | - |
| 153  | 151  | - | - | - | - | - | - | - |

Les Laubies sont une commune rurale qui a connu son pic de population de 950 habitants en 1800.

## Économie

### Revenus
En 2018, la commune compte 68 ménages fiscaux, regroupant 136 personnes. La médiane du revenu disponible par unité de consommation est de 20 290 € (20 420 € dans le département).

### Emploi
|                | 2008  | 2013  | 2018  |
| -------------- | ----- | ----- | ----- |
| Commune        | 3,4 % | 5,1 % | 9,4 % |
| Département    | 5 %   | 6,4 % | 7,1 % |
| France entière | 8,3 % | 10 %  | 10 %  |

En 2018, la population âgée de 15 à 64 ans s'élève à 85 personnes, parmi lesquelles on compte 81,2 % d'actifs (71,8 % ayant un emploi et 9,4 % de chômeurs) et 18,8 % d'inactifs,. En  2018, le taux de chômage communal (au sens du recensement) des 15-64 ans est supérieur à celui du département, mais inférieur à celui de la France, alors qu'il était inférieur à celui du département et de la France en 2008.
La commune est hors attraction des villes,. Elle compte 30 emplois en 2018, contre 28 en 2013 et 33 en 2008. Le nombre d'actifs ayant un emploi résidant dans la commune est de 63, soit un indicateur de concentration d'emploi de 47,8 % et un taux d'activité parmi les 15 ans ou plus de 54,2 %.
Sur ces 63 actifs de 15 ans ou plus ayant un emploi, 28 travaillent dans la commune, soit 44 % des habitants. Pour se rendre au travail, 82,5 % des habitants utilisent un véhicule personnel ou de fonction à quatre roues, 3,2 % s'y rendent en deux-roues, à vélo ou à pied et 14,3 % n'ont pas besoin de transport (travail au domicile).

## Culture locale et patrimoine

### Lieux et monuments
- Ferme de la Chaze  Inscrit MH (1978, Portail sculpté de la façade)[26], construite en 1503.
- Église Saint-Privat.

### Personnalités liées à la commune
- Eugène Tamburlini (1930-1959), coureur cycliste professionnel, né aux Laubies.

### Héraldique
| Blason de Laubies (Les) | Blason  | D'or à quatre pals de gueules, le pal de senestre chargé en chef d'une fleur de lis d'argent; sur lr tout, un écu en bannière d'or chargé d'une tête de loup contournée, arrachée de gueules, allumée et dentée d'argent. |
| Blason de Laubies (Les) | Détails | Le statut officiel du blason reste à déterminer. |

## Pour approfondir